# Ливаде
Ливаде (болг. Ливаде) — село в Болгарии. Находится в Смолянской области, входит в общину Мадан. Население составляет 18 человек.

## Политическая ситуация
В местном кметстве Вырбина, в состав которого входит Ливаде, должность кмета (старосты) исполняет Митко Димитров Димитров (независимый) по результатам выборов правления кметства.
Кмет (мэр) общины Мадан — Атанас Александров Иванов (Болгарская социалистическая партия (БСП)) по результатам выборов в правление общины.